# Кефалеві
Кефалеві (Mugilidae) — родина риб ряду окунеподібні. Включає 17 родів та близько 80 видів.

## Розповсюдження
Більшість видів — морські риби, але зустрічаються і прісноводні. Розповсюджені у прибережній зоні тропічних, субтропічних та помірно теплих морів. Особливо багато родів та видів зустрічається в індо-тихоокеанській області. Так біля берегів Індонезії зустрічається 26 видів, біля Нової Гвінеї — 18. В Україні представлені 5 видами, зустрічаються у Чорному та Азовському морях. 

## Будова
Мають порівняно невеликі розміри, в середньому 40—50 см, вага до 7 кг. Тіло витягнуте, торпедоподібне. Голова невелика, але широка, сплющена зверху вниз, вкрита лускою. Рот невеликий, зуби дуже дрібні. Око деяких видів має жирове повіко. Бічна лінія неповна або відсутня. Луска циклоїдна, рідко ктеноїдна. Спинних плавця два, перший зазвичай має тільки 4 промені, твердих та колючих. 

## Спосіб життя
Зграйні риби, тримаються у прибережній смузі та рідко виходять у відкритий океан. Діапазон солоності води, у якому можуть жити представники родини коливається від 0 до 35‰, деякі види витримують навіть 83‰ в засолених лиманах. Основною кормовою базою кефалевих є детрит та перифітон. Значно меншу частину раціону складає бентос. Кефалі, які кормляться, рухаються під кутом 45° до дна та зішкрібають з нього поверхневий шар мулу, використовуючи плоску поверхню нижньої щелепи. Детрит відфільтровується на зябрових тичинках, потім на глоткових зубах віджимається вода і корм проштовхується через стравохід у шлунок, де частково перетирається. Кишечник кефалей у зв'язку зі специфічною малопоживною їжею досягає значної довжини (може у 4,5—6,5 раза перевищувати довжину тіла). Кефалі швидкі плавці, також вони можуть вистрибувати з води, оминаючи перешкоди (наприклад перестрибувати риболовецькі трали). 

## Розмноження
Розмножуються на невеликому віддалені від берегів. Ікра пелагічна, може розвиватися у товщі води або біля її поверхні та переноситися течіями на великі відстані. Плодючість самиць досить висока (до кілька мільйонів ікринок). Молодь живиться зоопланктоном. 

## Значення
Завдяки гарним смаковим якостям м'яса, кефалі мають велике промислове значення. Світовий вилов цієї риби перевищує 50 тисяч тонн. Ловлять кефаль здебільшого не в морі, а у лиманах та затоках. У деяких країнах Азії (Китай, Індія) та Європи (Італія, Франція) цю рибу розводять штучно у лиманах та лагунах. Прісноводні види кефалевих можуть розводитись разом з іншими видами, наприклад коропом, така техніка використовується у багатьох країнах. Крім того, дуже популярною, зокрема на Чорному морі, є підводне полювання на кефаль з гарпуном або підводною рушницею. Оскільки ця риба є дуже обережною та швидко плаває, вполювати її вдається лише найдосвідченішим мисливцям.

## Роди
- Agonostomus (3 види)
- Aldrichetta (монотипічний рід)
- Cestraeus (3 види)
- Chaenomugil (монотипічний рід)
- Chelon (3 види)
- Crenimugil (2 види)
- Joturus (монотипічний рід)
- Liza (24 види)
- Moolgarda (монотипічний рід)
- Mugil (17 видів)
- Myxus (4 види)
- Neomyxus (2 види)
- Oedalechilus (2 види)
- Rhinomugil (2 види)
- Sicamugil (2 види)
- Valamugil (9 видів)
- Xenomugil (монотипічний рід)